# 7a edició dels Premis Mestre Mateo
La 7a edició dels premis Mestre Mateo fou celebrada el 30 d'abril de 2009 per guardonar les produccions audiovisuals de Galícia del 2008. Durant la cerimònia, l'Academia Galega do Audiovisual va presentar els Premis Mestre Mateo en 28 categories. La cerimònia es va celebrar al Pazo da Cultura de Pontevedra i els presentadors de la gala foren el col·lectiu d'artistes Pista Catro, la formació musical Lamatumbá i l'actor Sergio Zearreta.
Coincidint amb el desè aniversari de l'estrena de Mareas vivas, alguns dels seus actors es van reunir a l'escenari recordant llurs personatges. És el cas de Manuel Lourenzo (Melgacho), Ana Santos (Pitusa), Luís Tosar (Andrés), Mela Casal (Celia) i Miguel de Lira (Currás), que va aprofitar per reivindicar la llengua i recordar que la sèrie va ser la primera bilingüe ("en gallec i en la varietat dialectal de gheada) i que, per tant, ningú no li veia futur com no li veuen actualment a la llengua gallega.

## Premis

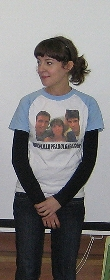
Tamara Canosa, millor actriu

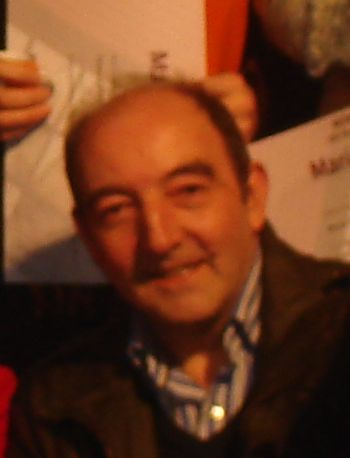
Xosé Manuel Olveira "Pico", Millor actor secundari.

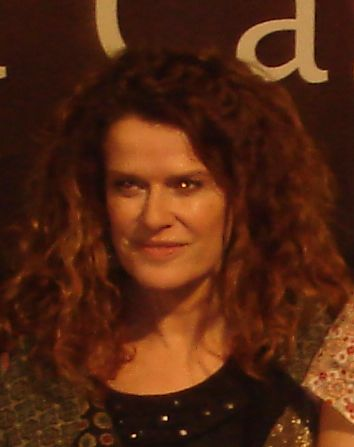
Belén Constenla, millor actriu secundària

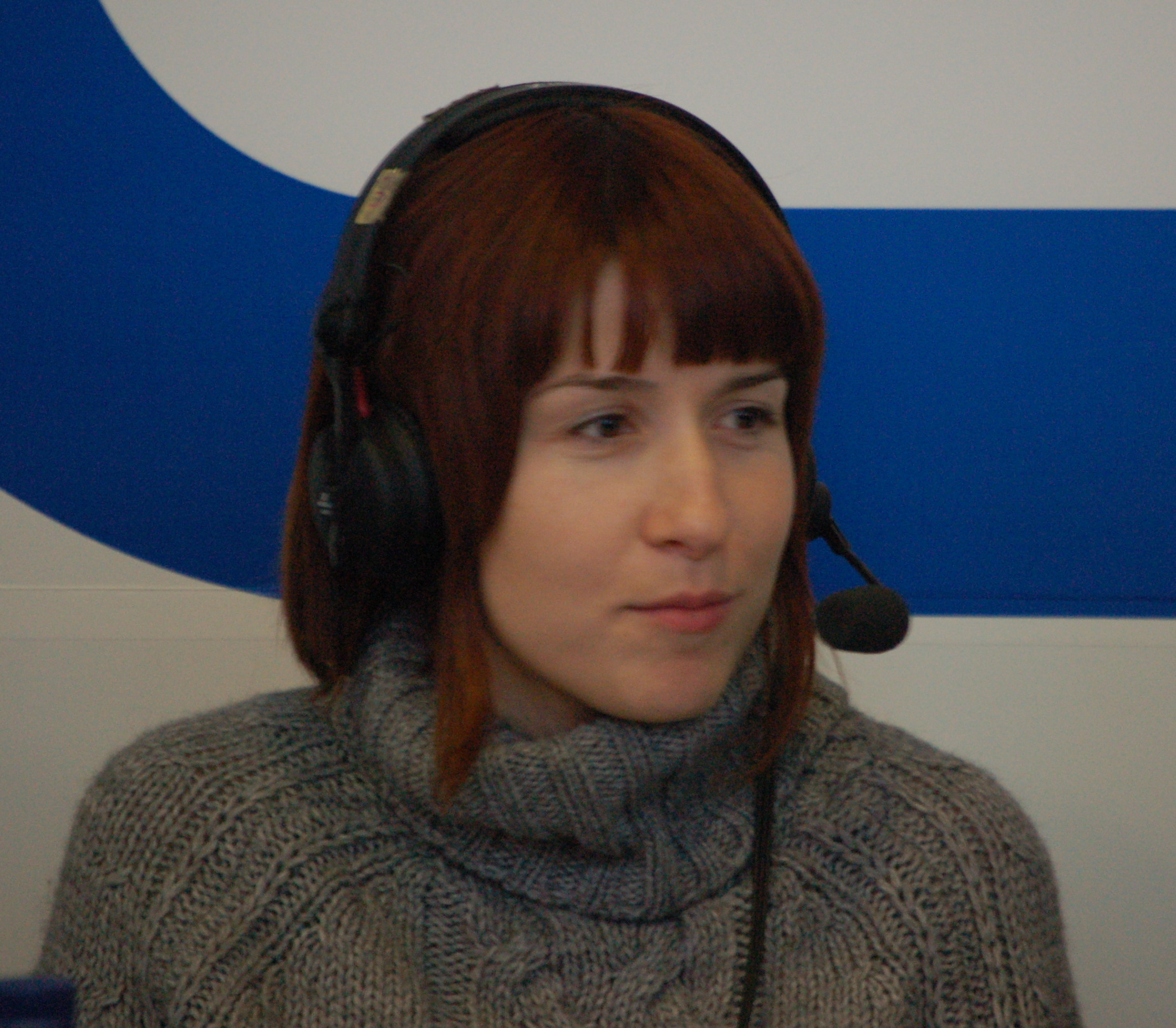
Belén Regueira, millor comunicadora

Els guanyadors són els que apareixen en primer lloc i destacats en negreta.
| Millor pel·lícula | Millor director |
| --- | --- |
| - Os mortos van á présa – Artemática e Perro Verde Films - Pradolongo – Vía Láctea Filmes - A noite que deixou de chover – Perro Verde Films e Iroko Filma. - Un conto para Olivia – Xamalú Filmes, TVG, Ficción Producciones, Área 5.1                | - Alfonso Zarauza – A noite que deixou de chover - Ángel de la Cruz – Os mortos van á présa - Ignacio Vilar – Pradolongo - Marta Piñeiro – Libro de familia                                                                   |
| Millor actor | Millor actriu |
| - Chete Lera – Os mortos van á présa com Filomeno - Antonio Durán "Morris" – Padre Casares com Delmiro Ferreira - Luís Tosar – A noite que deixou de chover - Pedro Alonso – Padre Casares com Alfonso                                                 | - Tamara Canosa – Pradolongo com Raquel - Camila Bossa – A mariñeira com María - Neus Asensi – Os mortos van á présa com Irene - Carmen Maura – O menor dos males                                                             |
| Millor actor secundari | Millor actriu secundària |
| - Xosé Manuel Olveira "Pico" – Os mortos van á présa com Ramón - Antonio Durán "Morris" – Os mortos van á présa com Don Daniel - Tuto Vázquez – Padre Casares com Don Crisanto - Ernesto Chao – Os mortos van á présa com Cifuentes                    | - Belén Constenla – Os mortos van á présa com Venancia - Berta Ojea – Os mortos van á présa com Maruxa - María Castro – Os mortos van á présa com María - Rosa Álvarez –Os mortos van á présa com Carmiña                     |
| Millor guió | Millor realitzador |
| - A noite que deixou de chover – Alfonso Zarauza - Os mortos van á présa – Ángel de la Cruz - Padre Casares – Carlos Portela, Víctor Sierra, Araceli G. Cabreira, Lidia Fraga i Gema R. Neira - Air Galicia – Carlos Ares, Xosé Castro i Andrés Mahía  | - Padre Casares – Jorge Coira, Carlos Sedes, Manuel Espiñeira i Álex Sampayo - Hai que mollarse – Xosé Antón Moure i Fran Velo - Air Galicia – José Villaverde - Libro de familia – Giselle Llanio                            |
| Millor film documental | Millor documental |
| - Flores tristes – Bren Entertainment - Eloxio da distancia – Formateo, Pórtico Comunicaciones, Tic Tac Producciones - Malta radio – Treinta y cinco PC, Socarrat, Mediagrama i M. Menchón - Manuel e Elisa – Tic Tac Producciones i TVG               | - Afranio – Alén Filmes i TVG - Casón 1987 – Filmanova - Os nenos de María Soliña – Alén Filmes - Vivir a destempo – Adivina Producciones                                                                                     |
| Millor sèrie de televisió | Millor programa de televisió |
| - Padre Casares – Voz Audiovisual S.A. - Os Atlánticos – Filmanova - Terra de acolá – Produtora Faro - Air Galicia – Producións Zopilote | - Hai que mollarse – Bren Entertainment S.A. - Cifras e letras – Centroña Producións Audiovisuais, CTV - Criaturas – Pórtico de Comunicaciones - Larpeiros – Produtora Faro                                                   |
| Millor direcció de producció | Millor direcció artística |
| - María Liaño – Os mortos van á présa - Mamen Quintas –A mariñeira - Susana Pérez, María Sotelo, Mara González i Zaida Portomeñe – Flores tristes - Ana Míguez i Alfonso Blanco – Padre Casares                                                        | - Curro Garabal – A noite que deixou de chover - Inés Rodríguez – Libro de familia - Suso Montero – Flores tristes - Marta Villar – Os mortos van á présa                                                                     |
| Millor comunicador de televisió | Millor muntatge |
| - Belén Regueira – O país dos ananos - Alejandro Macías – Criaturas - Teté Delgado – Son de estrelas - Xosé Luís Bernal – Vivir aquí | - O menor dos males – Jorge Coira - Pradolongo – Guillermo Represa - Un conto para Olivia – Manu Mayo - Os mortos van á présa – Mercedes Alted                                                                                |
| Millor música original | Millor so |
| - A noite que deixou de chover – Piti Sanz i Iván Laxe - Pradolongo – Zeltia Montes - Padre Casares – Manuel Riveiro - Os mortos van á présa – Arturo Kress                                                                                            | - Os mortos van á présa – Carlos Faruolo - Padre Casares – Rubén Bermúdez i Víctor Seixo - O menor dos males – Carlos Mouriño - Libro de familia – Son do Tagalem                                                             |
| Millor fotografia | Millor maquillatge i pentinat |
| - Os mortos van á présa – Suso Bello - Pradolongo – Alberto Díaz "Bertirxi" - Libro de familia – Sergio Franco - Padre Casares – Carlos Vilas | - Os mortos van á présa – Raquel Fidalgo e Rosana Teijeiro - Padre Casares – Natalia Arcay, Noelia Arcay i Beatriz Vázquez - A mariñeira – Marta Prats i Trini F. Silva - Libro de familia – Ana Muíño i Fani Mosquera        |
| Millor disseny de vestuari | Millor producció de publicitat |
| - Os mortos van á présa – Saturna - Padre Casares – Ruth Díaz i Julia Rodríguez - Libro de familia – María Fandiño - A mariñeira – Ana López | - Campaña Estrella Galicia Rober Bodegas – Mondotropo - Artesanía de Galicia – Lúa Filmes e IACE - Campaña Movistar Navidad 2008 – Dygra Films - Santiago é grande – Ficción Producciones                                     |
| Millor film per televisió | Millor filme d'animació |
| - A mariñeira – Ficción Producciones, Diagonal TV, TVG e Televisió de Catalunya - La bella Otero – La Zenit, ICC e Gestmusic - O espello – Continental Producciones i Oberon Cinematográfica - O tesouro – Vaca Films, Estrategia Audiovisual i Morena | - Pérez 2, o ratiño dos teus soños – Filmax Animation - Espírito do bosque – Dygra Films - A crise carnívora – Continental Producciones, Abrakam Estudio, Semprecinema i Dream                                                |
| Millor curtmetratge de ficció | Millor curtmetratge d'animació |
| - O pintor de ceos – Jorge Morais Valle - A miña casa é un inferno – Alén Filmes - Homeless, sen teito – Alén Filmes - O soldadiño de chumbo – Continental Producciones i Algarabía Animación                                                          | - A princesa alegría – Ficción Producciones - O cazador – Matriuska Producciones - Mínimo común múltiplo – Rubén Coca - Vellas – Carlos Prado Pampín                                                                          |
| Millor obra experimental | Millor obra interactiva |
| - Nemo, novo entremento móbil – Alén Filmes - París # 1 – Óliver Laxe - Sin salida – Andrés Victorero Rey - Soidade ^ 3 – Marcos Nine | - Flocos.TV – A navalla suíza i Axencia Audiovisual Galega - Parques de Galicia – Voz Audiovisual e Shiz Multimedia - E. L. E. (Evento Ligado á Extinción) – Continental Producciones e Alia 3D - É o verbo – Mr. Misto Films |

## Premis especials

### Premio de Honra Fernando Rey
- Suso Montero[7]